# Notre-Dame-de-l'Isle
 Notre-Dame-de-l'Isle  là một xã thuộc tỉnh Eure trong vùng Normandie miền bắc nước Pháp.